# Mary Clare
Pour les articles homonymes, voir Clare.
Mary Clare est une actrice anglaise, née le 17 juillet 1894 à Lambeth (Angleterre), et morte à Harrow (Grand Londres) le 29 août 1970.

## Biographie
Mary Clare débute au théâtre, à Londres, à 16 ans en 1910, et au cinéma en 1920. Elle apparaît notamment dans deux films britanniques d'Alfred Hitchcock, Jeune et innocent (1937) et Une femme disparaît (1938). Mentionnons aussi sa participation à deux adaptations filmées, en 1928 et 1933, la seconde réalisée par Basil Dean, d'une pièce de ce dernier qu'elle avait jouée, The Constant Nymph, d'après un roman de Margaret Kennedy, et qui fera encore l'objet d'une troisième adaptation - un film américain, en 1943 -, sans elle. Elle joue également au théâtre, à ses débuts, dans Oliver Twist, adaptation du roman de Charles Dickens, et plus tard dans une version filmée par David Lean, en 1948.

## Cinéma
(filmographie partielle)
- 1923 : Becket de George Ridgwell
- 1928 : The Constant Nymph d'Adrian Brunel
- 1931 : Shadows d'Alexander Esway
- 1933 : Tessa, la nymphe au cœur fidèle (The Constant Nymph) de Basil Dean
- 1934 : Le Clairvoyant (The Clairvoyant) de Maurice Elvey
- 1934 : Le Juif Süss (Jew Suss) de Lothar Mendes
- 1937 : Jeune et Innocent (Young and Innocent) d'Alfred Hitchcock
- 1938 : La Citadelle (The Citadel) de King Vidor
- 1938 : Une femme disparaît (The Lady Vanishes) d'Alfred Hitchcock
- 1939 : There Ain't No Justice de Pen Tennyson (en)
- 1940 : Mrs. Pym of Scotland Yard
- 1942 : The Next of Kin de Thorold Dickinson
- 1948 : Oliver Twist de David Lean
- 1950 : La Rose noire (The Black Rose) d'Henry Hathaway
- 1952 : Moulin Rouge (titre original) de John Huston
- 1953 : L'Opéra des gueux (The Beggar's Opera) de Peter Brook
- 1954 : Mambo de Robert Rossen

## Théâtre
(liste partielle)
Pièces jouées à Londres, sauf mention contraire
- 1912-1913 : The Second Mrs. Tanquery d'Arthur Wing Pinero
- 1914-1915 : Oliver Twist de Joseph W. Comyns Carr, d'après le roman éponyme de Charles Dickens, avec Constance Collier
- 1916-1918 : Amour pour amour (Love for Love) de William Congreve
- 1921-1922 : Will Shakespeare de Clemence Dane, mise en scène de Basil Dean, avec Moyna MacGill, Philip Merivale, Claude Rains, Flora Robson
- 1924-1925 : Le Songe d'une nuit d'été (A Midsummer Night's Dream) de William Shakespeare
- 1931-1933 : Cavalcade, comédie musicale, musique et lyrics de Noel Coward et autres, livret de N. Coward, avec Binnie Barnes, John Mills, Una O'Connor (à Londres, puis Bristol)
- 1944-1945 : Rendez-vous avec la mort (Appointment with Death) d'Agatha Christie (adaptation de son roman éponyme)